# Clayton (Nueva York)
Clayton es un pueblo ubicado en el condado de Jefferson en el estado estadounidense de Nueva York. En el año 2000 tenía una población de 4.817 habitantes y una densidad poblacional de 22.5 personas por km².

## Geografía
Clayton se encuentra ubicado en las coordenadas 44°17′53″N 76°07′11″O / 44.29806, -76.11972.

## Demografía
Según la Oficina del Censo en 2000 los ingresos medios por hogar en la localidad eran de $35,805, y los ingresos medios por familia eran $39,727. Los hombres tenían unos ingresos medios de $31,402 frente a los $21,091 para las mujeres. La renta per cápita para la localidad era de $16,947. Alrededor del 8% de la población estaban por debajo del umbral de pobreza.